# Jean Rapp
Jean Rapp, francoski general, * 27. april 1773, Colmar, † 8. november 1821.
Rapp je francoski vojski poveljeval med francoskimi revolucionarnimi vojnami in Napoleonskimi vojnami. 
Rodil se je v mestni hiši v Colmarju. Njegov oče je bil preprost hišnik. Sprva je študiral teologijo, a je zaradi svoje postave in temperamentnega značaja marca 1788 presedlal v vojaštvo. 
Umrl je v badenskem mestu Rheinweiler. Njegovo srce hranijo v templju cerkve Saint-Matthieu. 
1. 1 2  podatkovna baza Sycomore
2. ↑  GeneaStar
3. ↑  Roglo — 1997.
4. ↑  data.bnf.fr: platforma za odprte podatke — 2011.